# CV Sanse
CV Sanse (fullständigt namn på spanska: Club Voleibol Sanse), är en damvolleybollklubb från San Sebastián de los Reyes, nära Madrid, Spanien. Klubben bildades 1990. Klubben hade under större delen av (20)00-talet ett lag i Superliga Femenina de Voleibol (högsta serien) och spelade 2008 final i Copa de la Reina, men hamnade 2009 i ekonomiska svårigheter och åkte ut högsta serien. De har sedan dess spelat något lägre ner i seriesystemet.